# Point Reyes Lifeboat Station

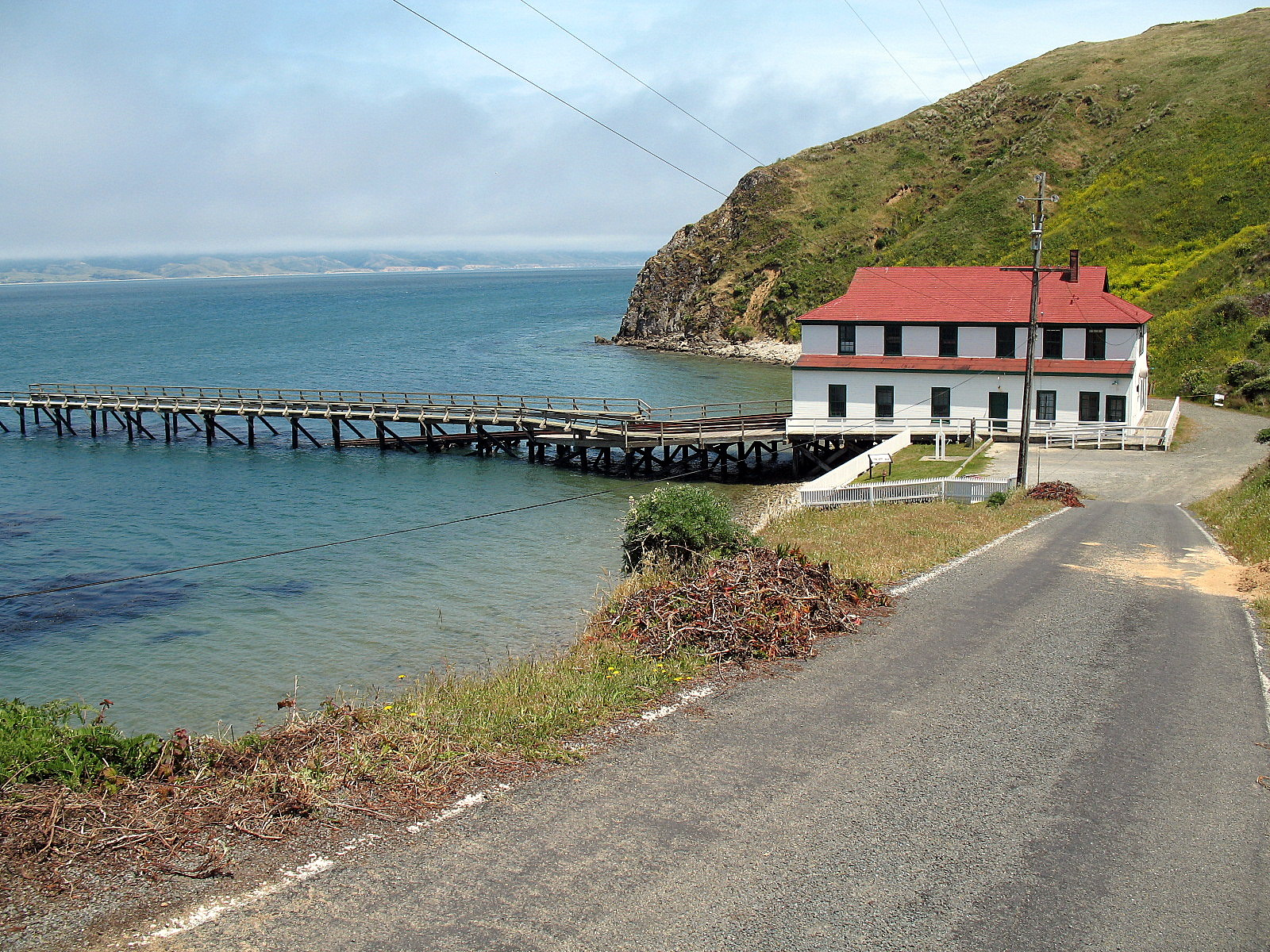
Het Lifeboat Station met scheepshelling.

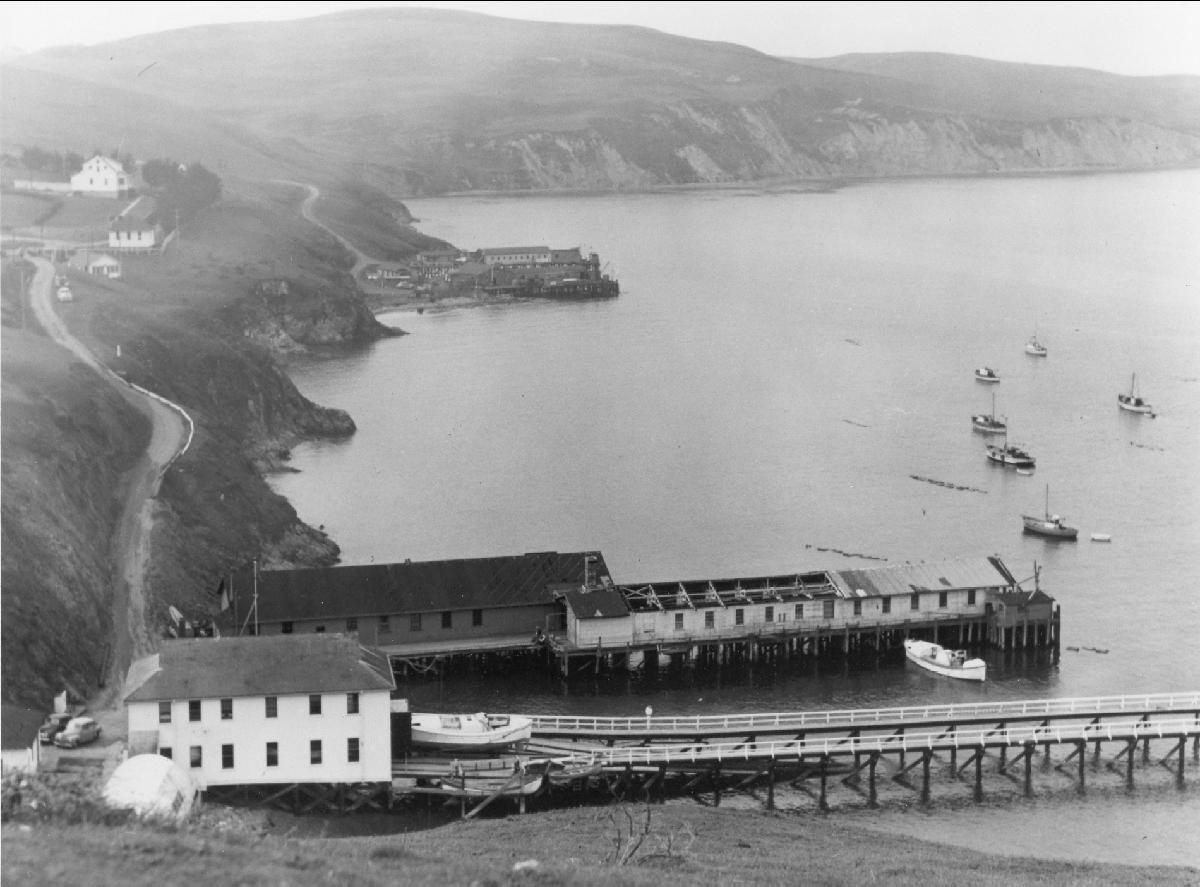
Foto van circa 1960. Alleen het witte gebouw op de voorgrond is bewaard.

Het Point Reyes Lifeboat Station, ook bekend als het Point Reyes Lifeboat Rescue Station en nu ook het Historic Lifeboat Station genoemd, is een historisch bouwwerk in de Point Reyes National Seashore in de Amerikaanse staat Californië.

## Geschiedenis
In 1890 opende de United States Life-Saving Service een station voor reddingsboten bij de gevaarlijke kaap van Point Reyes. In 1915 kwamen de operaties terecht onder het toezicht van de pas opgerichte United States Coast Guard. Het station van Point Reyes verhuisde in 1927 van Great Beach naar de veiligere Chimney Rock. Uiteindelijk werd het werk dat de redders in Point Reyes deden overbodig gemaakt door nieuwe technologieën en in 1969 sloot het station.
Het gebouw is het enige in zijn soort aan de westkust dat nog steeds in ongewijzigde vorm bestaat. Sinds 1985 staat het op het National Register of Historic Places en sinds 1989 is het erkend als National Historic Landmark. Het Historic Lifeboat Station wordt tegenwoordig gebruikt als een educatief centrum en wordt tijdens weekends en feestdagen in de winter soms opengesteld voor het brede publiek.